# Most pontonowy
Most pontonowy – nietypowy rodzaj mostu, którego konstrukcja opiera się na połączonych pontonach, barkach lub łodziach. Chociaż tego typu przeprawy są zazwyczaj tworami tymczasowymi, niekiedy stawia się je na dłużej. Używa się ich wtedy, gdy nie można wybudować innych, droższych konstrukcyjnie mostów. Przykładem jest Most Sobieszewski, zbudowany krótko po II wojnie światowej i używany do roku 2018.

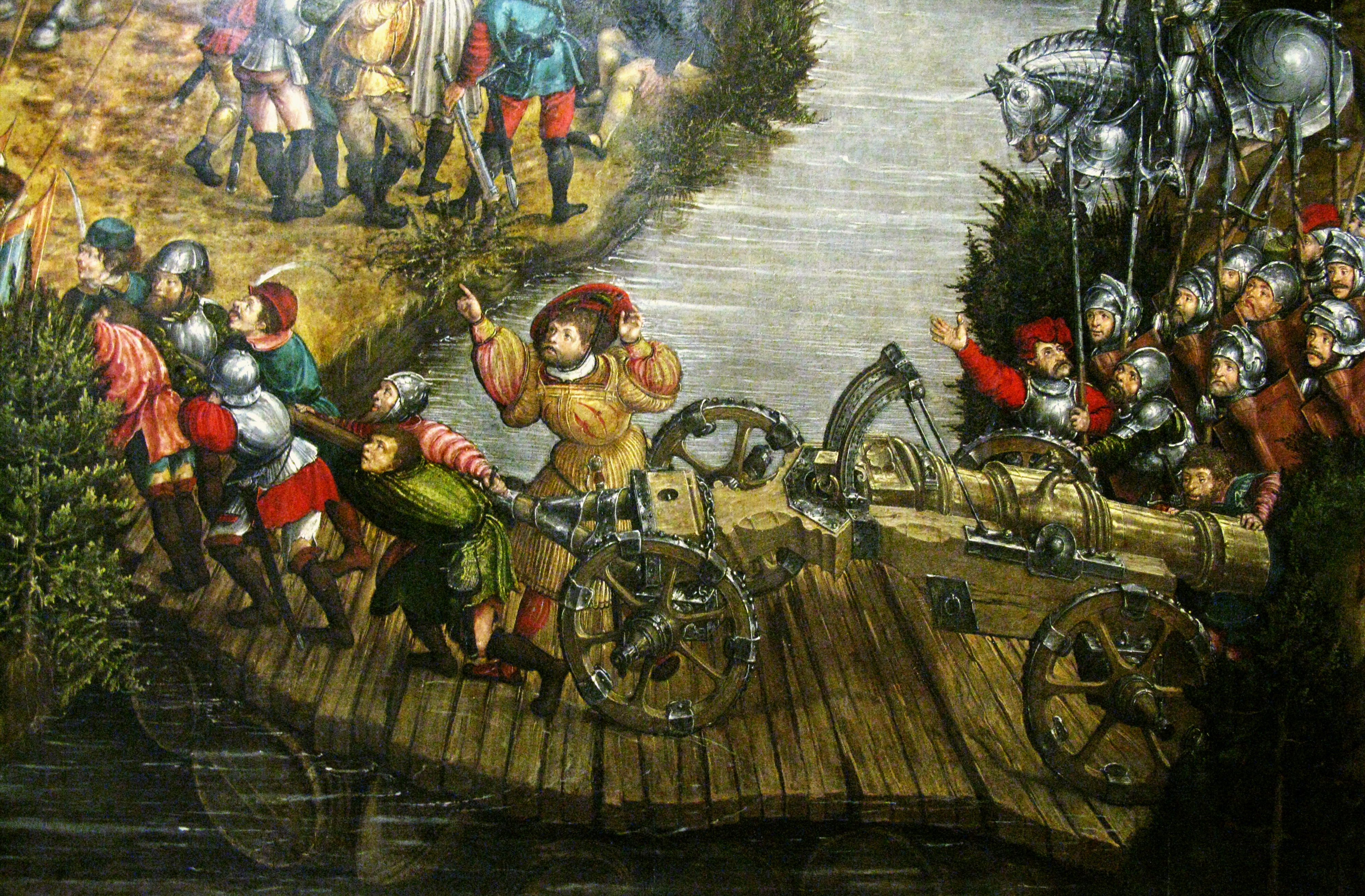
Przeprawa litewskiej bądź polskiej artylerii po improwizowanym moście pontonowym, widoczne pod deskami łodzie i beczki, Bitwa pod Orszą
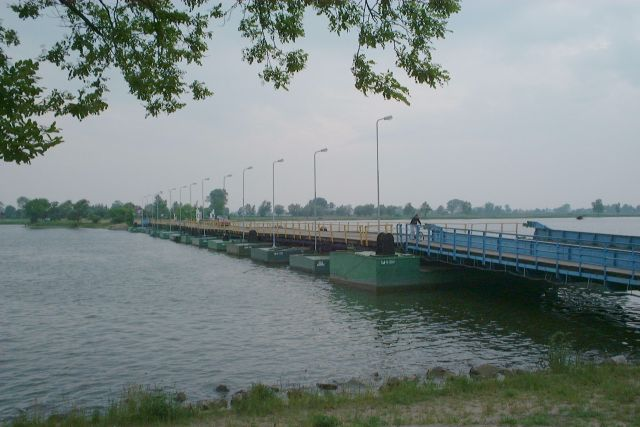
Nieistniejący już od 2018 r. most pontonowy w Sobieszewie
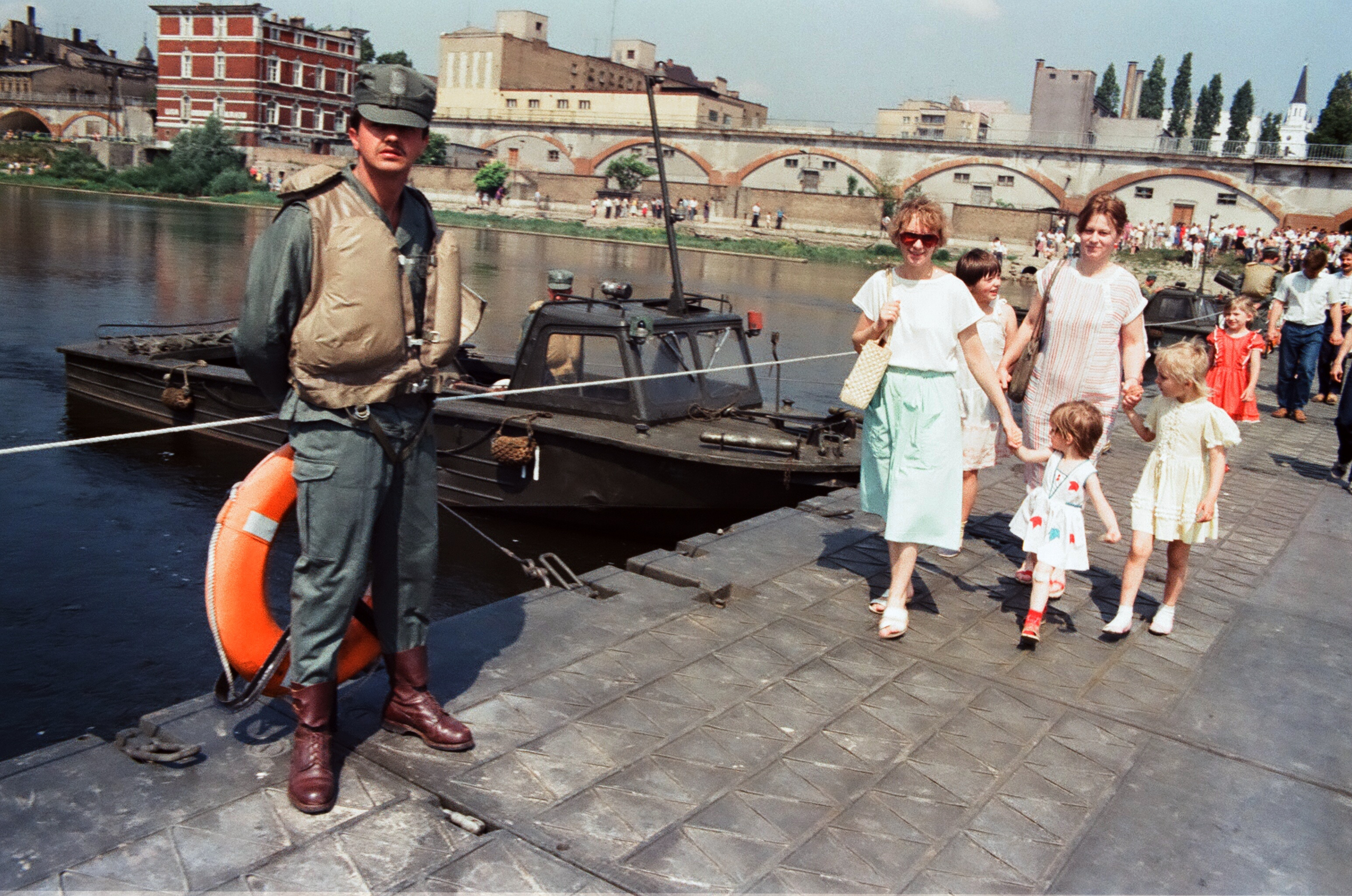
Przeprawa pontonowa wojsk inżynieryjno-saperskich LWP

Ewenementem był kolejowy most pontonowy na Wiśle na linii Bąkowiec−Puławy Azoty.